# Georg Heinrich Stoll (Unternehmer)

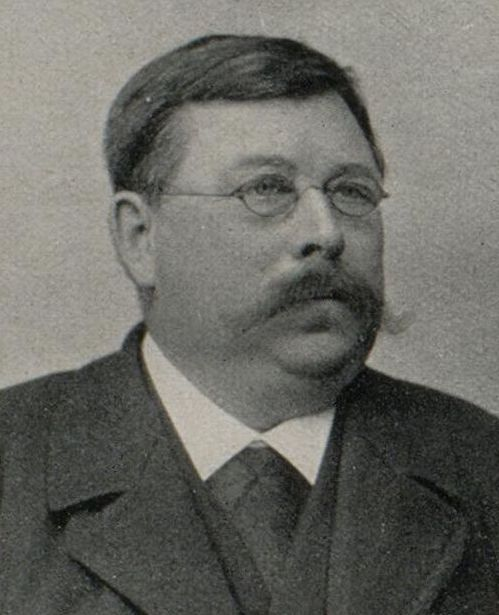
Georg Heinrich Stoll (1914)

Georg Heinrich Stoll (* 14. Mai 1847 in Salach; † 26. August 1914 in Reutlingen) war ein deutscher Unternehmer. 

## Leben
Er übernahm 1873 gemeinsam mit Christian Schmidt in Riedlingen an der Donau eine „Mechanische Werkstätte zur Herstellung von Strickmaschinen“. Im Jahr 1876 trennten sich die Wege der beiden Unternehmer. Schmidt verlegte im Jahr 1880 die Herstellung der Strickmaschinen nach Neckarsulm, und aus diesem Unternehmen gingen später die NSU Motorenwerke hervor.
Stoll eröffnete 1878 einen eigenen Betrieb in Reutlingen, die Strickmaschinenfabrik Heinrich Stoll. Aus dieser Firma ging die heutige „H. Stoll AG & Co. KG“ hervor, die Tochterunternehmen in den Vereinigten Staaten, Frankreich, Italien, Japan, China und Indien besitzt und rund 1000 Mitarbeiter weltweit beschäftigt.
Im Jahr 1891 baute Heinrich Stoll die erste wirklich brauchbare Links-Links-Flachstrickmaschine, welche 1893 auf der Weltausstellung in Chicago der Öffentlichkeit vorgestellt wurde. Ein Patent auf diese Technik erhielt Stoll im Jahr 1900.